# Max Victor
Max Victor (20. december 1919 i Århus – 21. maj 1993) var en dansk autodidakt kunstmaler, grafiker og billedhugger. 
Var egentlig beskæftiget som kunstsælger, og hans speciale var kunstforfalskninger. Han restaurerede en række samlinger på danske slotte og herregårde, og i forbindelse med 2. verdenskrig var han taksator for den danske stat på krigsskadet kunst.
Bosat i "Skyttehuset" ved Dybesø i Rørvig Sogn fra 1958-1967 med sin kone, Else Victor. Fra 1967 rejste de i sydeuropa i en længere årrække, og vendte først tilbage til Danmark i 1975, hvor han og hans kone slog sig ned i Gundslev gamle skole på Falster.
Max Victor var ikke interesseret i at udstille eller sælge sine malerier, derfor har han ikke vakt megen opsigt i mange år, men i de senere år er hans talent blevet bemærket.